# Changement de nom de communes en France dans les années 2020
Pour des articles plus généraux, voir Changement de nom de communes en France et Changement de nom de communes en France au XXIe siècle.
Cet article présente une liste des changements de nom de communes en France dans les années 2020.

## 2020

### 26 février 2020
Décret no 2020-175 du 26 février 2020 portant changement du nom de communes.
| Ancienne dénomination   | Département         | Nouvelle dénomination   |
| ----------------------- | ------------------- | ----------------------- |
| Felluns                 | Pyrénées-Orientales | Feilluns                |
| Lasserade               | Gers                | Lasserrade              |
| Laval                   | Isère               | Laval-en-Belledonne     |
| Montignac               | Dordogne            | Montignac-Lascaux       |
| Pommiers                | Loire               | Pommiers-en-Forez       |
| Ports                   | Indre-et-Loire      | Ports-sur-Vienne        |
| Saint-Gineis-en-Coiron  | Ardèche             | Saint-Gineys-en-Coiron  |
| Saint-Flour             | Puy-de-Dôme         | Saint-Flour-l'Étang     |
| Saint-Maime-de-Péreyrol | Dordogne            | Saint-Mayme-de-Péreyrol |
| Sainte-Croix            | Saône-et-Loire      | Sainte-Croix-en-Bresse  |
| Villosanges             | Puy-de-Dôme         | Villossanges            |

## 2021

### 31 décembre 2021
Décret no 2021-1921 du 30 décembre 2021 portant changement du nom de communes.
| Ancienne dénomination | Département          | Nouvelle dénomination  |
| --------------------- | -------------------- | ---------------------- |
| Arrancy-sur-Crusne    | Meuse                | Arrancy-sur-Crusnes    |
| Capavenir Vosges      | Vosges               | Thaon-les-Vosges       |
| Labatut               | Pyrénées-Atlantiques | Labatut-Figuières      |
| Le Hom                | Calvados             | Thury-Harcourt-le-Hom  |
| Mongaillard           | Lot-et-Garonne       | Montgaillard-en-Albret |
| Montgaillard          | Ariège               | Montgailhard           |
| Roézé-sur-Sarthe      | Sarthe               | Roëzé-sur-Sarthe       |
| Saint-Loup            | Nièvre               | Saint-Loup-des-Bois    |
| Saugnacq-et-Muret     | Landes               | Saugnac-et-Muret       |
| Sougéal               | Ille-et-Vilaine      | Sougeal                |
| Targassonne           | Pyrénées-Orientales  | Targasonne             |

## 2023

### 1 janvier 2023
Décret no 2022-1705 du 28 décembre 2022 portant changement du nom d'une commune (entrant en vigueur dès 2023).
| Ancienne dénomination    | Département  | Nouvelle dénomination |
| ------------------------ | ------------ | --------------------- |
| Commune nouvelle d'Arrou | Eure-et-Loir | Vald'Yerre            |

Décret no 2022-1739 du 27 décembre 2022 portant changement du nom de communes (entrant en vigueur dès 2023).
| Ancienne dénomination     | Département      | Nouvelle dénomination    |
| ------------------------- | ---------------- | ------------------------ |
| Grandchamps-des-Fontaines | Loire-Atlantique | Grandchamp-des-Fontaines |
| Montaigut                 | Puy-de-Dôme      | Montaigut-en-Combraille  |
| Montpézat                 | Gers             | Montpezat                |
| Quiers-sur-Bézonde        | Loiret           | Quiers-sur-Bezonde       |
| Villefranche              | Gers             | Villefranche-d'Astarac   |
| Le Monestier-du-Percy     | Isère            | Monestier-du-Percy       |
| Escroux                   | Tarn             | Lacapelle-Escroux        |
| Percy                     | Isère            | Le Percy                 |

Décret no 2022-1225 du 12 septembre 2022 portant changement du nom de communes (entrant en vigueur dès 2023).
| Ancienne dénomination | Département       | Nouvelle dénomination           |
| --------------------- | ----------------- | ------------------------------- |
| Bono                  | Morbihan          | Le Bono                         |
| Saint-Christophe      | Allier            | Saint-Christophe-en-Bourbonnais |
| Montreuil             | Pas-de-Calais     | Montreuil-sur-Mer               |
| Cadillac              | Gironde           | Cadillac-sur-Garonne            |
| Cramchaban            | Charente-Maritime | Cram-Chaban                     |

## 2024

### 1 janvier 2024
Décret no 2023-959 du 18 octobre 2023 portant changement du nom de communes (entrant en vigueur dès 2024).
| Ancienne dénomination               | Département             | Nouvelle dénomination  |
| ----------------------------------- | ----------------------- | ---------------------- |
| Castelnau-Montratier-Sainte-Alauzie | Lot                     | Castelnau-Montratier   |
| Céreste                             | Alpes-de-Haute-Provence | Céreste-en-Luberon     |
| Coulonges                           | Vienne                  | Coulonges-les-Hérolles |
| Jugon-les-Lacs - Commune nouvelle   | Côtes-d'Armor           | Jugon-les-Lacs         |
| Saint-Paul                          | Savoie                  | Saint-Paul-sur-Yenne   |
| Saint-Rémy-la-Vanne                 | Seine-et-Marne          | Saint-Rémy-de-la-Vanne |

Décret no 2023-1386 du 22 décembre 2023 portant changement du nom de communes (entrant en vigueur dès 2024).
| Ancienne dénomination | Département    | Nouvelle dénomination |
| --------------------- | -------------- | --------------------- |
| Quiberville           | Seine-Maritime | Quiberville-sur-Mer   |
| Quissac               | Lot            | Quissac-en-Quercy     |
| Saint-Pompont         | Dordogne       | Saint-Pompon          |

## 2025

### 1 janvier 2025
Décret no 2024-863 du 8 août 2024 portant changement du nom de communes (entrant en vigueur en 2025).
| Ancienne dénomination         | Département    | Nouvelle dénomination         |
| ----------------------------- | -------------- | ----------------------------- |
| Faux                          | Dordogne       | Faux-en-Périgord              |
| Saint-Christophe-sur-Dolaison | Haute-Loire    | Saint-Christophe-sur-Dolaizon |
| Roche                         | Loire          | Roche-en-Forez                |
| Grigny                        | Rhône          | Grigny-sur-Rhône              |
| Rousset                       | Hautes-Alpes   | Rousset-Serre-Ponçon          |
| Le Cheix                      | Puy-de-Dôme    | Le Cheix-sur-Morge            |
| Le Vigan                      | Lot            | Le Vigan-en-Quercy            |
| Montcourt-Fromonville         | Seine-et-Marne | Moncourt-Fromonville          |

### 9 janvier 2025
Décret no 2025-34 du 8 janvier 2025 portant changement du nom de communes (entrant en vigueur le lendemain de sa publication).
| Ancienne dénomination | Département    | Nouvelle dénomination |
| --------------------- | -------------- | --------------------- |
| La Ville-aux-Bois     | Aube           | Ville-aux-Bois        |
| Oissel                | Seine-Maritime | Oissel-sur-Seine      |
| Peyrolles             | Gard           | Peyrolles-en-Cévennes |
| Rougemontiers         | Eure           | Rougemontier          |
| Saint-Agnan           | Nièvre         | Saint-Agnan-en-Morvan |
| Salerm                | Haute-Garonne  | Salherm               |
| Cransac               | Aveyron        | Cransac-les-Thermes   |

## 2026

### 1 janvier 2026
Décret n° 2025-815 du 12 août 2025 portant changement du nom de communes (entrant en vigueur au 1er janvier 2026).
| Ancienne dénomination | Département    | Nouvelle dénomination   |
| --------------------- | -------------- | ----------------------- |
| Esparron              | Var            | Esparron-de-Pallières   |
| Éragny                | Val-d'Oise     | Éragny-sur-Oise         |
| Etaux                 | Haute-Savoie   | Eteaux                  |
| Lambres               | Pas-de-Calais  | Lambres-lez-Aire        |
| Louhans               | Saône-et-Loire | Louhans-Châteaurenaud   |
| Saint-Cyr             | Manche         | Saint-Cyr-Bocage        |
| Saint-Florent         | Loiret         | Saint-Florent-le-Jeune  |
| Trouville             | Seine-Maritime | Trouville-Alliquerville |